# Херцогство Тусция
Херцогство Тусция (Ducato di Tuscia), първоначално известно като Херцогство Лука, е лангобардско херцогство в Централна Италия, включващо голяма част от съвременна Тоскана и провинция Витербо. След окупацията на териториите, принадлежащи на византийците, лангобардите основават това процъфтяващо херцогство, което, наред с други центрове, включва и Флоренция. Столицата на херцогството е Лука. Лука, където резидира херцогът, посочен в документите като dux et iudex, се намира по протежение на Via Francigena. Херцогството, създадено през 574 г. след лангобардската окупация на Тусция, впоследствие, с Каролинската епоха, преживява историческа еволюция с формирането на Тосканската марка.

## Територия
По време на създаването си граничи на запад с Тиренско море, а в останалата част – с византийските територии на Равенския екзархат. Пизанската равнина пада в ръцете на лангобардите едва половин век по-късно.

## История

### Лангобардска окупация на Тусция (574 – 680 г.)
Според най-новата историография Лука и Сполето са първите лангобардски херцогства, образувани след смъртта на крал Албоин, по време на периода на херцогската анархия (около 574 г.), в централната част на Тусция. Херцогствата са формирани от лангобардски армии, избягали от кралския контрол. Херцогство Лука идва да ръководи последния маршрут на Виа Аурелия, който в Пиза се отклонява към Лука и, пресичайки Гарфаняна и Луниджана, обхванати от сегашния „Сардзанов пряк път“, достига Луни (Ортоново).
От самото начало херцогството трябва да се изправи пред проблема с наводнението на Auserculus (река Серкио), която заобикаля Лука. Традицията приписва възстановяването на територията на Свети Фредиан – епископ на Лука, който с отварянето на ново устие нарежда реката да бъде насочена директно в морето.
В края на VI век лангобардското проникване в Тусция се възобновява непрекъснато, със завладяването на различни каструми – византийски укрепления, подготвени да задържат лангобардската окупация. Хронологията на многобройните лангобардски набези е описана по следния начин: преди 590 г. Гарфаняна пада, окупирана от милициите на Теодолинда, които превръщат Каструма на Агинулф (Castrum Aghinolfi) в лангобардска крепост. След 591 г. херцогът на Лука Гумарит нахлува в град Популония, окупирайки каструма на Поджо ди Кастело и карайки жителите да избягат, като те намират убежище на остров Елба при епископ Свети Цербон. Към края на 592 г., макар и оспорвани от византийците, Сована и Розеле стават лангобардски.
През 593 г. крал Агилулф, навлизайки в проходите на Централните Апенини, с армията си достига границата на Римското херцогство, окупирайки Балнеус Регис (Баньореджо) и Урбс Ветус (Орвието). През 644 г. крал Ротари завладява Луни – крайният северен каструм на Тусция. Последното начинание на Ротари бележи края на лангобардската експанзия в Тусция Лангобардорум, граничеща на юг с притежаваната от Византия Римска Тусция, но доминирана от нарастващата папска власт. Границите между двете територии, договорени в мирния договор от 680 г.  между крал Перктарит и византийския император Константин IV Погонат, остават окончателно стабилни. Там възникват монашески образувания от абатството на Бобио, които възобновяват търговията с равнината, създавайки основата за развитието на селското стопанство, с разпространението на лозя, кестенови горички, маслинови горички, мелници и маслобойни. Открити са нови търговски пътища с Паданската низина през бъдещите и различни търговски и комуникационни пътища: петрол, сол, дървен материал, месо и др.

### Херцогство Тусция в Лангобардското кралство (680 – 774)
През последния период на лангобардската окупация Лука успява да надмине почти всички съседни юдикарии. Дълго време столица на Тусция, той е бил обичайното седалище на лангобардските крале, привилегирован град заради предишната си история, за пътни комуникации, станали още по-удобни от откриването на Via Romea, след това Via Francigena. След обръщането на лангобардите към Католицизма територията на епархията и нейното църковно наследство се увеличават значително: южната територия на Луни, между Маса и Монтиньозо, се оказва включена в епархията на Лука. През 713 г. лангобардите, с епископ Балсари, построяват църквата „Сан Миниато“. В края на лангобардската окупация епархията, съвпадаща с юдикарията, управлявана от херцога, включва териториите на Валделса и тосканската Марема, с Розеле и Сована. Икономическите условия на херцогството също напредват значително както в селското стопанство, така и в търговията, особено в морската и речната търговия. Негоциантите – морски предприемачи, превозват зърно и сол от името на херцог Валперт.
В последния период на лангобардското господство крал Айзтулф, с оглед на предстоящ сблъсък с франките, изпраща Дезидерий в Тусция Лангобардорум със задачата да извърши огромен военен набор. По време на престоя си в Тусция някои автори приписват на Дезидерий титлата „херцог на Тусция“; други обаче отхвърлят тази хипотеза, като отбелязват абсолютната липса на сигурни доказателства в това отношение, тъй като единственият наличен източник - Книга на папите описва Дезидерий като "directu... in Tuscia" с единствената задача да продължи с набирането на военни, поискано от Айзтулф. Потвърждение на тази теза може да бъде и добре известното отвращение на Айзтулф към херцогската власт, проявено още в Сполето с поемането на Сполетското херцогство в свои ръце.
През този период, и в Тусция, където работи Дезидерий, монетният двор на Лука издава тремиси (лангобардски монети) не с надпис „DUX“ („херцог“), а с „ AISTULFU-RE“ („Айзтулф крал“) отпред и „ LUCA FLAVIA“ („Лука Флавия“) отзад, според името, прието от Лука от времето на Аутари, който се нарича Флавий в знак на уважение към римската традиция  .

### Тусция след края на Ломбардското кралство
През 774 г., след завладяването на Лангобардското кралство, Карл Велики приема титлата Gratia Dei rex Francorum et Langobardorum atque patricius Romanorum („С Божията милост крал на франките и лангобардите и римски патриций“), създавайки лична уния на две кралства. Той избира да запази Законите на лангобардите, макар че след бунта от 776 г., воден от херцога на Фриули Хродгауд, той заменя лангобардските херцози с графове, държавни служители и преразпределя активите на последните сред франкските аристократи. Поради това Херцогство Тусция също е реорганизирано на комитална основа и през 781 г. е включено заедно с другите бивши лангобардски територии в Италианското кралство, поверено на Пипин под опеката на неговия баща Карл. По-късно губернаторите на Тоскана получават титлата на маркграфове .

### Първични източници
- Liber pontificalis, in Louis Duchesne, Le Liber pontificalis. Texte, introduction et commentaire, Parigi, 1886–1892
- Paolo Diacono, Historia Langobardorum (Storia dei Longobardi, cura e commento di Lidia Capo, Milano, Lorenzo Valla/Mondadori, 1992)

### Историографска литература
- Ottorino Bertolini, Roma di fronte a Bisanzio ed ai Longobardi, Bologna, Cappelli, 1941
- Pier Maria Conti, La Tuscia e i suoi ordinamenti territoriali, Atti del V congresso internazionale di studi sull'Alto Medioevo, Spoleto, 1973, с. 61-116
- Augusto Mancini, Storia di Lucca, Lucca, Pacini Fazzi, 1949
- Federico Valacchi, Siena, in Piccola biblioteca di base. Le città d'Italia, Milano, Fenice, 2000
- Luciano Cini e Emiliano Baggiani, La Toscana: un lembo di Germania nella penisola italica, Livorno, Quadrifoglio, 2012

## Бележка
1. 1 2  Mancini с. 23..
2. 1 2 3  Conti с. 102-103..
3. ↑  Papa Gregorio I, Dialoghi, III, 10.
4. ↑  Paolo Diacono, Historia Langobardorum, IV, 32.
5. ↑  Bertolini с. 378..
6. ↑  L’ABBAZIA DI SAN COLOMBANO
7. ↑  Mancini с. 28-29..
8. ↑  Mancini с. 26..
9. ↑  Conti с. 95..
10. ↑  Liber Pontificalis, I, с. 494.
11. ↑  Вж. фотографиссата репродукция на луканската тремиса в Valacchi с. 12..
12. ↑  Paolo Diacono, III, 16.

|  | Тази страница частично или изцяло представлява превод на страницата Ducato di Tuscia в Уикипедия на италиански. Оригиналният текст, както и този превод, са защитени от Лиценза „Криейтив Комънс – Признание – Споделяне на споделеното“, а за съдържание, създадено преди юни 2009 година – от Лиценза за свободна документация на ГНУ. Прегледайте историята на редакциите на оригиналната страница, както и на преводната страница, за да видите списъка на съавторите. ВАЖНО: Този шаблон се отнася единствено до авторските права върху съдържанието на статията. Добавянето му не отменя изискването да се посочват конкретни източници на твърденията, които да бъдат благонадеждни. |